# Simona Amânar
Simona Amânar (n. 7 octombrie 1979, Constanța, România) este o fostă gimnastă română de talie mondială, multiplu medaliată olimpică, mondială și europeană, actualmente arbitră de gimnastică.

## Carieră
A început să practice gimnastica de la vârsta de 6 ani la Clubul sportiv „Farul” Constanța, sub îndrumarea antrenoarei Olga Didilescu. După Campionatele Europene de juniori, desfășurate la Arezzo (1992), a fost inclusă în lotul olimpic al României de antrenorul Octavian Bellu. A obținut 7 medalii olimpice și 10 medalii la campionatele mondiale de gimnastică și a câștigat cu echipa României patru titluri mondiale consecutive. O săritură extrem de dificilă din gimnastică îi poartă astăzi numele, fiind executată în premieră de Simona Amânar la Olimpiada din 2000. Saltul face parte din familia Yurchenko și conține săritura prin ronda flic cu întoarcere 900°, fiind una dintre cele mai grele mișcări practicate de femei, cu un scor de 6,3 în dificultate.
Gimnasta este a doua sportivă română inclusă în International Gymnastics Hall of Fame, după Nadia Comăneci. Din 1997 este cetățean de onoare al Constanței. În anul 2000 i-a fost conferit Ordinul Național „Serviciul Credincios” în grad de comandor. Federația Internațională de Gimnastică i-a acordat trofeul „Sport Award” (2000). În anul 2008 a fost decorată cu Ordinul „Meritul Sportiv” clasa I.
Ea a fost cadru universitar la Universitatea de Vest din Timișoara și vicepreședinte al Federației Române de Gimnastică. În 2018 a fost numită director al Academiei Olimpice Române.